# Saint-Étienne-aux-Clos
Saint-Étienne-aux-Clos (Sent Estefe deus Chaus auf Okzitanisch) ist eine französische Gemeinde mit 245 Einwohnern (Stand 1. Januar 2022) im Département Corrèze in der Region Nouvelle-Aquitaine.

## Geografie
Die Gemeinde liegt im Zentralmassiv auf dem Plateau de Millevaches und somit auch im Regionalen Naturpark Millevaches en Limousin zwischen den Flüssen Chavanon und Dognon.
Tulle, die Präfektur des Départements, liegt ungefähr 80 Kilometer südwestlich, Ussel etwa 14 Kilometer westlich und Bort-les-Orgues rund 25 Kilometer südlich.
Nachbargemeinden von Saint-Étienne-aux-Clos  sind Merlines im Norden, Messeix im Nordosten, Savennes im Osten, Singles im Südosten, Thalamy im Süden, Saint-Exupéry-les-Roches im Südwesten, Saint-Fréjoux im Westen sowie Aix im Nordwesten.

### Verkehr
Der Ort liegt ungefähr fünf Kilometer südwestlich der Abfahrt 24 der Autoroute A89.

## Wappen
Beschreibung: In Rot ein silberner Turm mit zwei kleinen aufgesetzten Türmchen, darunter zwei gekreuzte goldene Zweige.

## Bevölkerungsentwicklung
| Jahr      | 1962 | 1968 | 1975 | 1982 | 1990 | 1999 | 2016 |     |
| Einwohner | 257  | 278  | 228  | 203  | 198  | 211  | 235  | 227 |

## Sehenswürdigkeiten

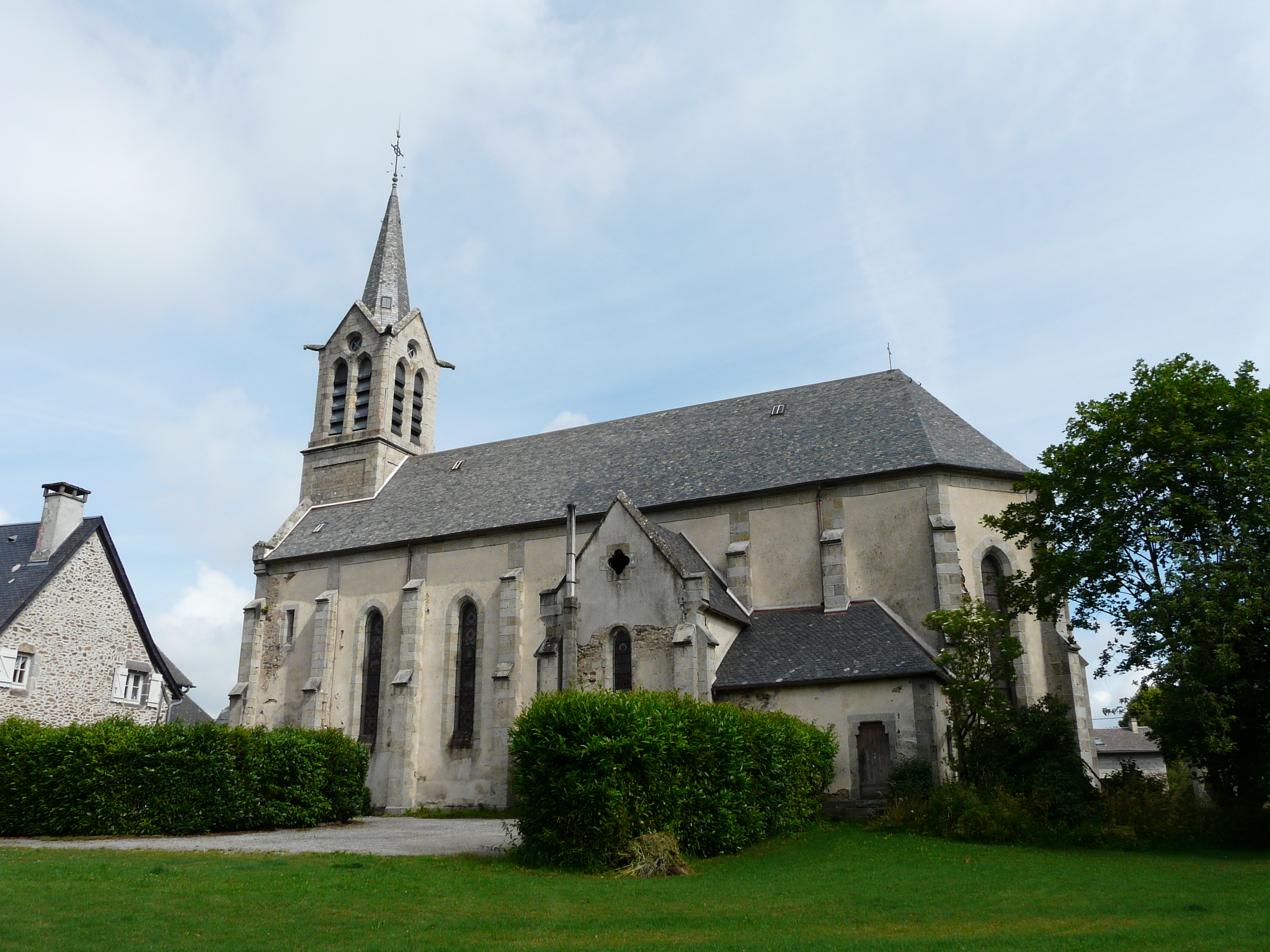
Kirche Saint-Étienne

- Die Kirche Saint-Étienne, ein Sakralbau aus dem 19. Jahrhundert mit einem interessanten Antependium aus dem 17. und 18. Jahrhundert, seit dem 18. März 1999 als Monument historique klassifiziert.[1]